# Ljubljanica-Stauwehr
Das Ljubljanica-Stauwehr (alias Schleusentore) (slowenisch Zapornica na Ljubljanici / Vodna zapornica) ist ein Wehr in Ljubljana, Slowenien.
Das Bauwerk steht am Ende des regulierten Flussbetts des Flusses Ljubljanica im Stadtteil Poljane zwischen Šempetrski most und Fabiani-Brücke.  
Es dient der Regulierung des Wasserstandes der Ljubljanica im Stadtzentrum von Ljubljana und wurde im Jahr 2021 in die Liste der Stätten des Weltkulturerbes im Rahmen des Programms Die Werke von Jože Plečnik in Ljubljana – am Menschen orientierte Stadtgestaltung aufgenommen.

Stauwehr über die Ljubljanica im Zentrum von Ljubljana

## Architektur
Das Stauwehr wurde in den 1940er Jahren nach den Plänen von Jože Plečnik erbaut, der es als symbolischen Abschluss des Stadtzentrums vorsah. Die drei Türme, die durch einen Steg verbunden sind, verbergen den Wehrmechanismus. Wegen seines monumentalen Designs mit ionischen Kapitellen und stilisierten Menschenköpfen wird das Bauwerk auch als Triumphbogen bezeichnet.
Das Stauwehr besteht aus drei Stahlbetonstützen mit einer Breite von jeweils 2,4 m, zwischen denen sich der Wasserablauf mit einer Breite von jeweils 12,25 m befindet. Die beiden Tore bestehen jeweils aus einer unteren rollenden und einer oberen gleitenden Schütztafel.